# Les Bâties
Les Bâties är en kommun i departementet Haute-Saône i regionen Bourgogne-Franche-Comté i östra Frankrike. Kommunen ligger i kantonen Fresne-Saint-Mamès som tillhör arrondissementet Vesoul. År 2022 hade Les Bâties 76 invånare.

## Befolkningsutveckling
Antalet invånare i kommunen Les Bâties
| Referens: INSEE |